# امامزاده عبدالله و شاهزاده مریم سیاده
امامزاده عبدالله و شاهزاده مریم سیاده مربوط به سدهٔ ۵ و ۶ ه.ق است و در شهرستان فیروزکوه، جاده فیروزکوه به سمنان واقع شده و این اثر در تاریخ ۵ آذر ۱۳۸۰ با شمارهٔ ثبت ۴۴۰۳ به‌عنوان یکی از آثار ملی ایران به ثبت رسیده است.